# Аахен (міський регіон)
Аахен (нім. Städteregion Aachen) — міський регіон, прирівняний до району, в Німеччині, в складі округу Кельн землі Північний Рейн-Вестфалія. Адміністративний центр — місто Аахен, яке хоча і входить до складу регіону, але представляє також і окрему адміністративну одиницю. Регіон утворений 21 жовтня 2009 року шляхом об'єднання району та міста Аахен.

## Населення
Населення району становить 566816 осіб (2011).

## Адміністративний поділ
Регіон поділяється на 2 комуни (нім. Gemeinden) та 8 міст (нім. Städte):
| № | Комуна/ місто | Площа, км² | Населення, осіб (2011) | Центр       |
| - | ------------- | ---------- | ---------------------- | ----------- |
| 1 | Зіммерат      | 111,0      | 15423                  | Зіммерат    |
| 2 | Ретген        | 39,0       | 8294                   | Ретген      |
| 1 | Альсдорф      | 31,7       | 45337                  | Альсдорф    |
| 2 | Аахен         | 160,8      | 260454                 | Аахен       |
| 3 | Бесвайлер     | 27,8       | 27905                  | Бесвайлер   |
| 4 | Вюрзелен      | 34,4       | 37762                  | Вюрзелен    |
| 5 | Герцогенрат   | 33,4       | 46519                  | Герцогенрат |
| 6 | Ешвайлер      | 75,9       | 55425                  | Ешвайлер    |
| 7 | Моншау        | 94,6       | 12424                  | Моншау      |
| 8 | Штольберг     | 98,5       | 57273                  | Штольберг   |

| Німеччина | Це незавершена стаття з географії Німеччини. Ви можете допомогти проєкту, виправивши або дописавши її. |

1. ↑  https://www.destatis.de/DE/Themen/Laender-Regionen/Regionales/Gemeindeverzeichnis/Administrativ/04-kreise.html